# NGC 4549
NGC 4549 este o galaxie spirală situată în constelația Ursa Mare. A fost descoperită în 24 aprilie 1789 de către William Herschel.